# Teresiaorden

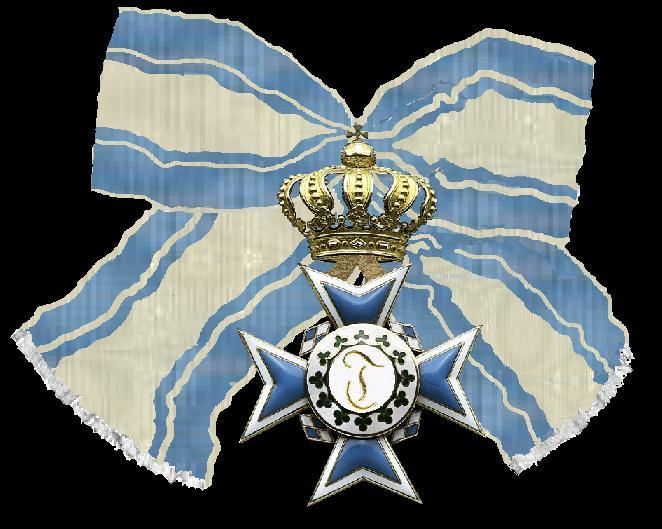
Teresiaorden.

Teresiaorden (tyska: Theresienorden) var en kvinnoorden i Kungariket Bayern instiftad den 12 december 1827 av drottning Teresia. Orden fortsätter idag att fungera som ett hederssamfund som tillhör prinsessorna i Huset Wittelsbach samt andra damer från adliga bayerska familjer.